# サンフランシスコ近代美術館
サンフランシスコ近代美術館 (San Francisco Museum of Modern Art、通称SFMoMA) は、アメリカ合衆国カリフォルニア州サンフランシスコ市にある、近現代美術専門の美術館である。

## 沿革
アメリカ西海岸で初めての20世紀の芸術作品のみを展示する美術館「サンフランシスコ美術館（San Francisco Museum of Art）」として1935年にオープンした。
開館後60年間はサンフランシスコ・ウォーメモリアル舞台芸術センターの退役軍人ビルの上階を使用しており、1975年に「近代美術館」として国際的にも名の通る美術館となった。
1995年には大規模な改修と拡張を行うため、SOMAのヤーバ・ブエナ・ガーデンに隣接した現在の場所に移転。建築家マリオ・ボッタの設計による特徴的な建物になった。この時、ニューヨーク近代美術館（MoMA）と区別するため、「SFMoMA」との愛称の使用を開始した。
2013年からさらなる拡張工事に着手し、2016年に再オープン。拡張された建物は、建築家スノヘッタによるものである。
収蔵作品にはアンリ・マティスやジャクソン・ポロック、リチャード・ディーベンコーン、パウル・クレー、マルセル・デュシャン、アンセル・アダムス、槇文彦、黒川紀章などの33,000点に及ぶ作品がある。